# Karl Dönitz
Karl Dönitz (Grünau, 16 settembre 1891 – Aumühle, 24 dicembre 1980) è stato un ammiraglio e politico tedesco, che fu Reichspräsident dal 30 aprile al 23 maggio 1945, a seguito del suicidio di Adolf Hitler.
Il Großadmiral Dönitz servì come comandante della flotta sottomarina (Befehlshaber der U-Boote) nella campagna degli U-Boot tedeschi durante la seconda guerra mondiale. Sotto la sua amministrazione, la flotta degli U-Boot combatté la battaglia dell'Atlantico, tentando di "assediare" il Regno Unito bloccando i convogli navali carichi di rifornimenti vitali che giungevano dagli Stati Uniti e da altri Paesi.

## Biografia
Si formò come cadetto nella Marina imperiale e allo scoppio della prima guerra mondiale, Dönitz si trovò assegnato all'incrociatore Breslau, facente parte della flotta del Mediterraneo con la nave ammiraglia Goeben. Nell'agosto del 1914 la Breslau, insieme alla Goeben, fu trasferita alla marina da guerra ottomana pur mantenendo l'equipaggio tedesco. Durante una pausa per le riparazioni, Dönitz fu trasferito al comando di una base idrovolanti, da cui richiese di essere trasferito ai sommergibili.
Nell'ottobre del 1916 fu imbarcato come ufficiale aggiunto sull'U-39. Ottenne il suo primo comando, l'UC-25, nel febbraio del 1918. Nel settembre del 1918 fu assegnato al comando dell'U-68 nel Mediterraneo. Il 4 ottobre 1918, in seguito a un guasto tecnico durante un'azione fu costretto ad autoaffondare il sottomarino per evitarne la cattura e lui, con tutto il suo equipaggio, fu preso prigioniero dai britannici e internato fino al 1920. Tornato in Germania continuò la carriera nella marina militare della Repubblica di Weimar dove, nel novembre 1928, fu promosso Korvettekapitän. Nel settembre del 1935 fu promosso Kapitän zur See nella nuova Kriegsmarine del Terzo Reich e fu posto al comando della prima flotta di sottomarini (composta, all'inizio, da sole tre unità).
Prima della seconda guerra mondiale, Dönitz aveva premuto per la conversione della flotta tedesca, puntando quasi esclusivamente sulla produzione di U-Boot, e sostenendo una strategia limitata all'attacco dei mercantili britannici, che considerava gli obiettivi più sicuri e remunerativi. Insisteva sul fatto che la distruzione della flotta di petroliere britanniche avrebbe tolto alla Royal Navy i rifornimenti di cui aveva bisogno per far funzionare le sue navi, il che equivaleva ad affondarle. Sostenne che con una flotta di 300 nuovi U-Boot Tipo VII, la Germania avrebbe costretto il Regno Unito a ritirarsi dal conflitto. Per neutralizzare le navi di scorta ai convogli, presenti in numero sempre maggiore, si avvalse della tecnica del cosiddetto branco di lupi, cioè del raggruppamento di diversi sottomarini in formazioni di attacco in grado di sopraffare e disorientare le difese, attaccandole da più direzioni contemporaneamente.
A quel tempo molti sentirono che quei discorsi indicavano un elemento debole, e ciò era vero con riferimento al comandante di Dönitz, il grandammiraglio Erich Raeder. I due combattevano continuamente sulle priorità dei finanziamenti all'interno della marina, mentre allo stesso tempo erano in competizione con gli amici di Hitler, come Hermann Göring, che riceveva molte attenzioni. Raeder aveva un atteggiamento in qualche modo ambiguo; in particolare, egli non sembrava credere che la flotta tedesca di grosse navi fosse di molta utilità, commentando al tempo stesso che tutto ciò che potevano sperare era di morire valorosamente. Dönitz non aveva quel fatalismo.
Dönitz viene anche considerato un uomo accecato dall'ambizione, sempre ligio agli ordini di Hitler. In un film di propaganda in cui interpretò sé stesso lo si vede preparare cerimonie festose per i suoi sommergibili e ricoprire i marinai tedeschi di regali. La sua ammirazione per il Führer fu maniacale («Davanti a lui, mi sento come una piccola salsiccia insignificante») e Hitler lo ripagò nominandolo, nel 1942, comandante della Marina da guerra. Raeder infatti fu sostituito da Dönitz dopo aver espresso a Hitler le proprie perplessità sull'attacco all'Unione Sovietica, l'operazione Barbarossa.

### Ruolo nella seconda guerra mondiale
Quando la guerra iniziò nel 1939, in anticipo rispetto a quanti – tra i quali lo stesso Dönitz – pensavano di entrarci non prima del 1942, gli U-Boot di Dönitz comprendevano solo 46 unità, molte delle quali del tipo a corto raggio. Cionondimeno egli si arrangiò con quello che aveva, costantemente provocato da Raeder e con Hitler che gli si appellava perché si dedicasse a operazioni dirette contro la flotta militare inglese. Queste operazioni avevano generalmente poco successo, al contrario di quelle che avevano per obiettivo quello indicato da Dönitz, cioè le navi mercantili.
Durante il 1941 le forniture di U-Boot Tipo VII erano migliorate, al punto che le operazioni iniziavano ad avere un reale effetto sull'economia di guerra britannica. Anche se la produzione di navi mercantili si innalzò in risposta, siluri migliori, navi migliori e una migliore pianificazione operativa portarono a un numero crescente di affondamenti. Nel dicembre 1941 gli Stati Uniti entrarono in guerra e Dönitz pianificò immediatamente l'operazione rullo di tamburo contro le spedizioni dalla costa orientale degli USA, che venne eseguita il mese successivo con risultati drammatici per gli Alleati.
Sospettando che gli Alleati avessero decifrato il codice di Enigma, Dönitz ordinò alla sua flotta di U-Boot, il 1º febbraio 1942, di modificare il sistema di cifratura per le comunicazioni, anche se le altre forze armate tedesche continuarono a usare l'originale codice Enigma, convinte della sua invulnerabilità. Per un certo periodo, questo cambio nel sistema di cifratura tra i sottomarini causò notevole confusione tra i decrittatori alleati. A causa di un errore nella trasmissione di un singolo messaggio, venne determinato che la nuova macchina di Dönitz era in realtà una Enigma a quattro rotori, e il suo funzionamento venne svelato.
Per la fine del 1942 la fornitura di U-Boot Tipo VII incrementò a tal punto che Dönitz fu finalmente in grado di condurre attacchi in massa, che divennero conosciuti come "das Rudel", il «branco di lupi». Le perdite nei trasporti alleati salirono vertiginosamente, e ci fu per qualche tempo una seria preoccupazione sullo stato delle scorte di carburante britannico.
Durante il 1943 la guerra nell'Atlantico prese una brutta piega per la Germania, ma Dönitz continuò a spingere per la costruzione di altri U-Boot e per il loro sviluppo tecnologico. Alla fine della guerra la flotta di sottomarini nazista era di gran lunga la più avanzata del mondo, e gli ultimi modelli come l'U-Boot Tipo XXI servirono come esempio per le costruzioni sovietiche e statunitensi dell'immediato dopoguerra.

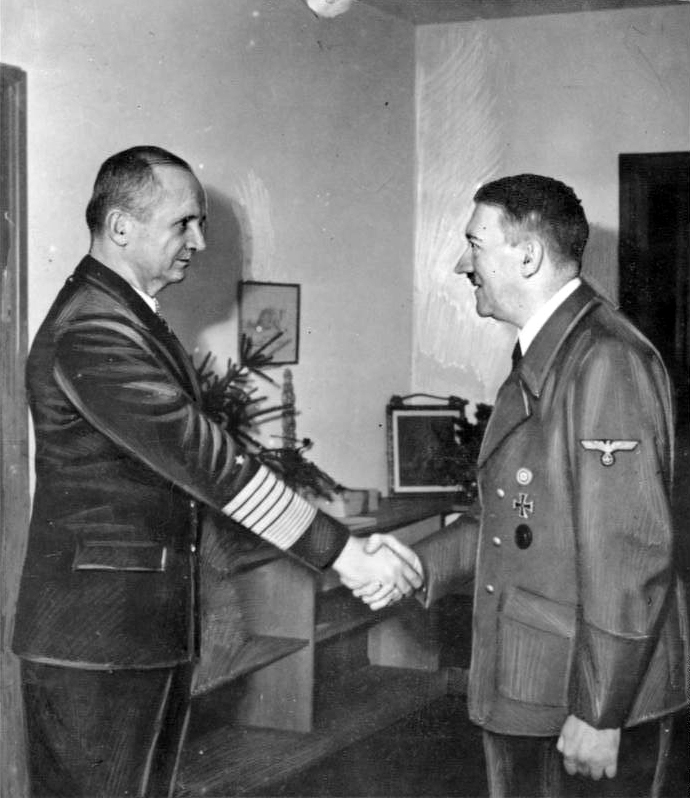
Hitler incontra l'Ammiraglio Dönitz nel Führerbunker (1945)

Adolf Hitler, nel suo testamento, scelse Dönitz come suo successore a Presidente del Reich, carica rimasta vacante ma i cui poteri erano ricoperti fino a quel momento dallo stesso Hitler come Führer und Reichskanzler, dopo aver destituito Göring e Himmler (il primo per aver cercato di autoassegnarsi il titolo di Führer; il secondo per aver portato avanti una trattativa segreta di resa con gli Alleati, quindi per alto tradimento). Dopo che Hitler si suicidò il 30 aprile 1945, Dönitz divenne l'ultimo capo della Germania nazista con il cosiddetto "Governo di Flensburg"; trattò la resa finale dell'8 maggio e governò fino al suo arresto da parte dei britannici, che avvenne il 23 maggio nella cittadina di Flensburgo. Dedicò la gran parte dei suoi sforzi ad assicurarsi che le truppe tedesche si arrendessero agli statunitensi e non ai sovietici, in quanto i tedeschi temevano che questi ultimi li avrebbero torturati e uccisi. Fu quindi portato al campo Ashcan e trasferito a Norimberga il 10 agosto.

### Il processo
Al termine della guerra, Dönitz fu giudicato come criminale di guerra al Processo di Norimberga. Contrariamente a molti altri imputati, non era accusato di crimini contro l'umanità e molti storici concordano che Dönitz non avesse preso parte all'Olocausto. Comunque, venne imputato per aver intrapreso una guerra di aggressione e per aver commesso crimini contro le leggi di guerra. Nello specifico, fu accusato di aver posto in essere una guerra sottomarina indiscriminata e di avere dato ordine, dopo l'affondamento del Laconia, di non soccorrere i sopravvissuti delle navi attaccate dai sottomarini.
Tuttavia, la vicenda dell'ordine emanato a seguito degli eventi occorsi durante la vicenda del Laconia perse importanza dopo che l'ammiraglio Chester Nimitz ebbe testimoniato che la marina degli Stati Uniti, nella guerra contro il Giappone, aveva utilizzato nel Pacifico la guerra indiscriminata seguendo linee di condotta concordi con quelle stabilite dall'ordine emanato da Dönitz, cosicché i sottomarini degli Stati Uniti non avevano soccorso i sopravvissuti in tutte quelle occasioni in cui la loro sicurezza poteva essere in dubbio sin dal 7 dicembre 1941. Nonostante ciò, il tribunale trovò Dönitz colpevole di "crimini contro la pace", per i quali fu condannato, e scontò dieci anni nel carcere di Spandau, a Berlino Ovest. Tra tutti i verdetti emessi a Norimberga, quello contro Dönitz fu l'unico nel quale fu presa in considerazione la tesi difensiva di aver tenuto comportamenti analoghi a quelli della controparte alleata, argomento che era stato invece esplicitamente considerato come inapplicabile per gli altri imputati fin dalle primissime fasi del processo.
Le sue memorie, intitolate Dieci anni e venti giorni, furono pubblicate in Germania nel 1958. Quando morì, nel 1980, numerosi tra i suoi sottoposti, nonché ufficiali di marina di altre nazioni, andarono a rendergli omaggio; oggi riposa nel Cimitero forestale di Aumühle.